# Arlindo de Carvalho
Arlindo Gomes Carvalho (Alvaiázere, Alvaiázere, 10 de Fevereiro de 1945) é um gestor e político português.

## Biografia
Bacharel em Política Social, pelo Instituto Superior de Ciências do Trabalho e da Empresa, e licenciado em Sociologia, pela Universidade Nova de Lisboa, Arlindo de Carvalho foi presidente do Conselho de Administração da Radiodifusão Portuguesa, director de recursos humanos da TAP Portugal e administrador da sociedade IPE - Investimentos e Participações Empresariais do Estado.
Militante do Partido Social Democrata desde 1974, foi vice-presidente da Câmara Municipal de Cascais, Secretário de Estado da Segurança Social e Ministro da Saúde nos XI e no XII Governos Constitucionais, respetivamente (1990-1993). Abandonou o governo em 1993, na sequência da morte de doentes com insuficiência renal no Hospital de Évora, causada por água contaminada com alumínio. Foi eleito deputado à Assembleia da República, em 1991 e em 1995.

## Condenação por burla e fraude fiscal no caso BPN
Em janeiro de 2014, foi anunciado que o antigo Ministro da Saúde iria a julgamento pela co-autoria dos crimes de burla qualificada, abuso de confiança e fraude fiscal agravada, num esquema montado pela estrutura diretiva do Banco Português de Negócios. Em 2018 foi condenado a 6 anos de prisão pelo mencionado caso.
Arlindo de Carvalho e José Neto receberam indevidamente cerca de 80 milhões de euros do BPN e do Banco Insular de Cabo Verde, enquanto homens de confiança da administração nestes negócios.
Em 2020, entregou valores e bens num montante de quase 22 milhões de euros (10 milhões dos quais em dinheiro e o restante em imóveis) à Parvalorem para que o Tribunal da Relação de Lisboa suspenda a pena a que o antigo ministro e o seu sócio, José Neto, foram condenados.

## Funções governamentais exercidas
- XI Governo Constitucional
  - Secretário de Estado da Segurança Social
- XI Governo Constitucional
  - Ministro da Saúde
- XII Governo Constitucional
  - Ministro da Saúde